# پسی ارابه‌ران
پسی ارابه‌ران یک ستاره است که در صورت فلکی ارابه‌ران قرار دارد.